# Coryphaenoides armatus

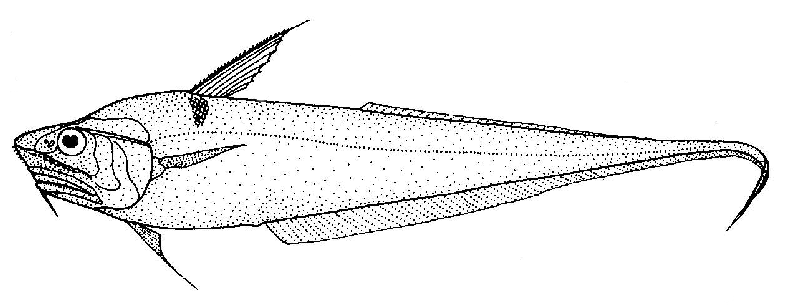
Coryphaenoides armatus

Coryphaenoides armatus és una espècie de peix de la família dels macrúrids i de l'ordre dels gadiformes.

## Morfologia
- Els mascles poden assolir 102 cm de llargària total.[2][3]

## Alimentació
Menja invertebrats bentònics (especialment crustacis i holoturioïdeus) quan és jove. De més gran es nodreix de peixos i, ja essent totalment adult, s'alimenta d'eriçons de mar i cefalòpodes.

## Hàbitat
És un peix d'aigües profundes que viu entre 282-5180 m de fondària.

## Distribució geogràfica
Es troba a tots els oceans de la Terra.